# Motokwe
Motokwe est une ville du Botswana.